# Västerås
Västerås (em sueco: Västerås;  pronúncia), Vasteras e Västeras  (por adaptação tipográfica) ou raramente Vesteros, é uma cidade portuária e industrial da província da Västmanland, na região histórica da Svealand, no centro da Suécia.                                                                                                                     

Está localizada à beira do lago Mälaren, na foz do rio Negro, a 115 quilômetros a oeste da cidade de Estocolmo. 

É uma cidade com grande tradição industrial, com o maior porto do interior da Suécia, junto ao Mälaren.

Tem uma área de 51,16 km² e uma populacão de 128 660 habitantes (2021).

 
É a sede da comuna de Västerås, capital do condado de Västmanland, e sé episcopal da diocese luterana de Västerås. 

## Etimologia e uso
O topônimo Västerås deriva de Västra Aros (Aros Ocidental), em oposição a Östra Aros (Aros Oriental), como era conhecida antigamente Uppsala. Por sua vez, a palavra Aros é composta por ar (rio) e os (foz). Aparece como Westraarus, em 1223-1268. 
Está mencionada em latim como Arosa e Arosia a partir do século XII.
Em textos em português é usada a forma original Västerås, ocasionalmente na sua adaptação tipográfica como Vasteras ou Västeras.

| “ | A H&M fundada em 1947 na cidade de Västerås…                                                                                            | ” |
|   | — Rafaela Melo de Oliveira, A influência dos fatores socioambientais no comportamento de compra do consumidor em lojas de fast fashion. |   |

## História

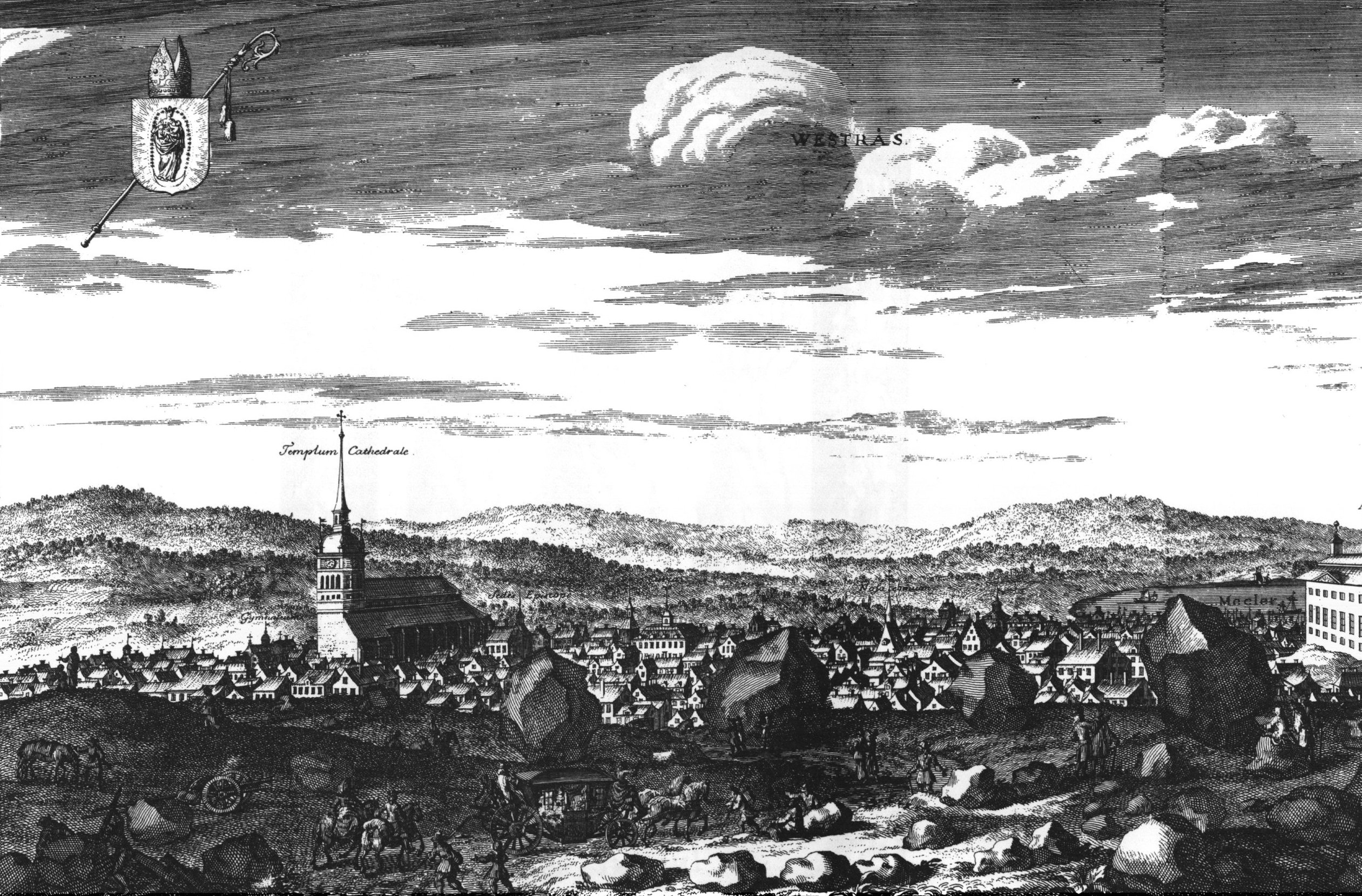
Västerås por volta de 1700, numa gravura de Suecia antiqua et hodierna.

Västerås existe há mais de 1000 anos, sendo assim uma das mais antigas cidades da Suécia. Está mencionada como sede de bispado em 1120. Recebeu o título de cidade o mais tardar no século XIII. Era a localidade principal do comércio com a região mineira de Bergslagen.

É historicamente conhecida por ter sido aqui que o rei Gustav Vasa aboliu o catolicismo e introduziu a reforma protestante na Suécia, na reunião do parlamento em 1527. Foi igualmente aqui que foi fundada a primeira escola secundária do país em 1623 o Rudbeckianska gymnasiet.

Em meados do século XIX, foi iniciada a evolução para cidade industrial moderna. Västerås passou a ser uma das principais cidades industriais e um dos principais portos do interior do país.

## Comunicações
Västerås é cruzada pela estrada europeia E18 (Karlstad-Västerås-Estocolmo) e a férrea linha do Mälaren (Orebro-Västerås-Estocolmo). Ainda é acessada pelas estradas nacionais 56 e 66 e tem ligações férreas com Gotemburgo, Sala, Eskilstuna, Norrköping e Linköping. Fica a 5 quilômetros do Aeroporto de Västerås, com ligações a Inglaterra e a Espanha. Dispõe do Porto de Västerås.

## Economia

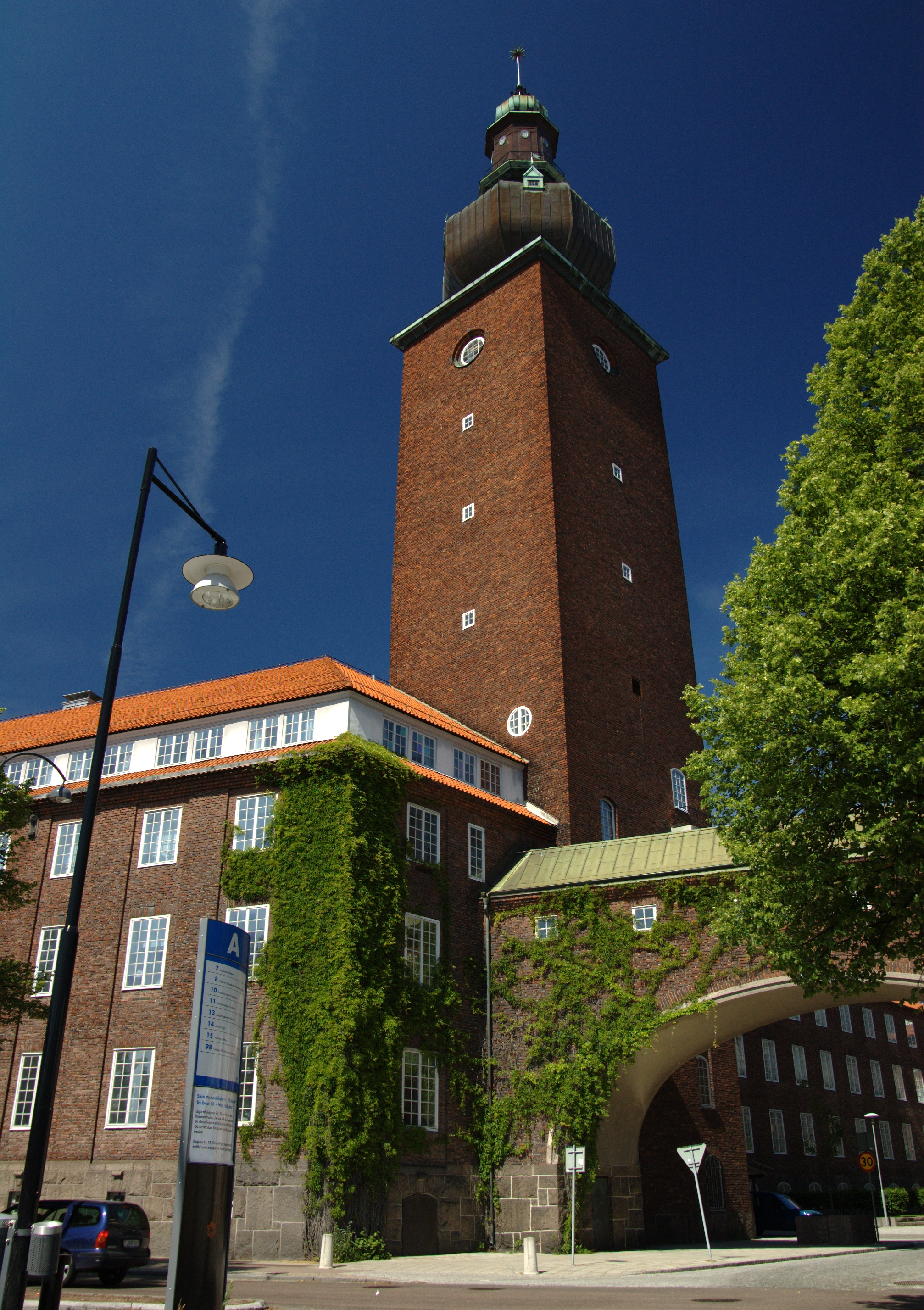
A sede da empresa multinacional ABB.

Västerås é uma cidade com grande atividade industrial. A sua economia é dominada pelas empresas e fornecedores das empresas multinacionais ABB, Westinghouse Sweden e Bombardier, assim como pela administração municipal e regional, pelo aeroporto internacional e pelo grande porto de Västerås.

As cidades de Västerås, Eskilstuna, Enköping e Strängnäs - localizadas no Vale do Mälaren - constituem a terceira mais forte região industrial do país.

## Ensino

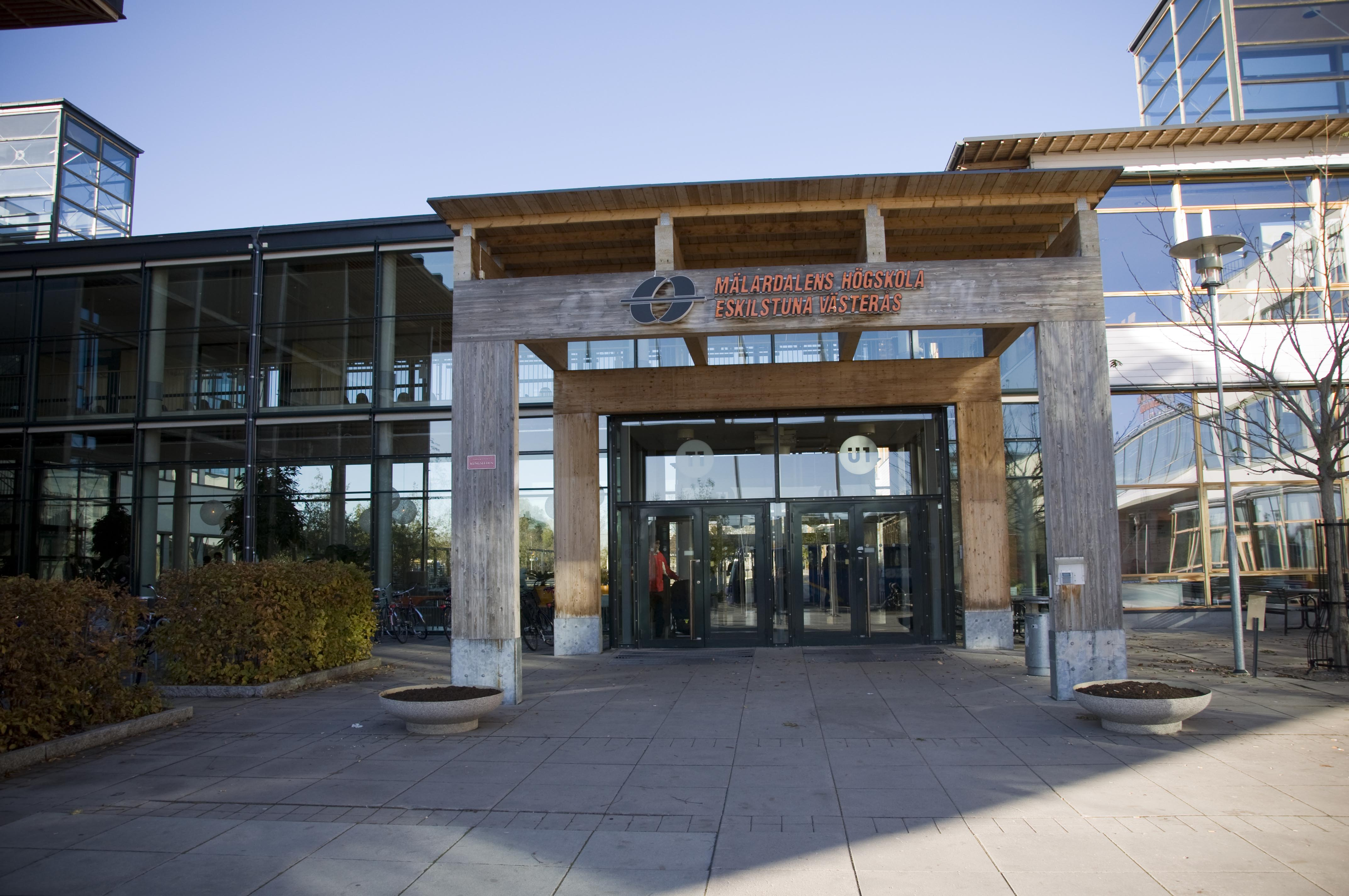
A Universidade de Mälardalen em Västerås/Eskilstuna

A cidade de Västerås possuí uma rede de escolas de ensino básico e secundário, e dispõe igualmente de educação de adultos (Komvux), ensino superior popular (folkhögskola), ensino técnico superior profissional (yrkeshögskola) e ensino superior.

| - Universidades - Universidade de Mälardalen (Mälardalens universitet) - Ensino superior popular: - Escola Superior Popular de Västerås (Västerås folkhögskola) |

## Património histórico, cultural e turístico
- Catedral de Västerås (Västerås domkyrka; século XIII; torre com 103 m) [1]
- Palácio de Västerås (Västerås slott; 1736)[1]
- Museu Regional da Västmanland (Västmanlands läns museum) [1]
- Museu de Arte de Västerås (Västerås konstmuseum)
- Câmara Municipal de Västerås (Västerås stadshus; 65 m de altura)
- Kyrkbacken (bairro antigo da cidade, com casas de madeira)

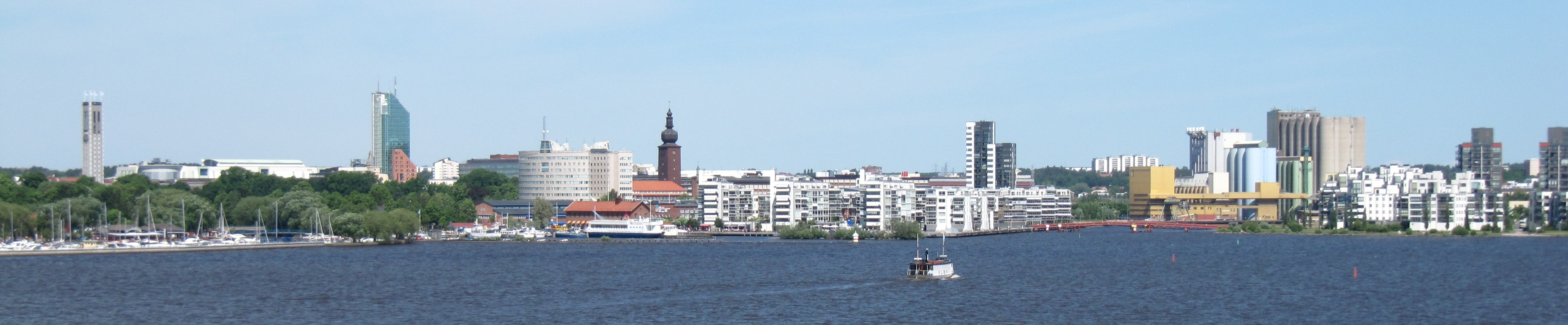
Västerås vista do lago Mälaren

## Personalidades ligadas a Västerås
- Loreen (1983), cantora
- Olof Rudbeck (1630-1702), naturalista, historiador, e escritor
- Victor Lindelöf (1994), futebolista
- Tomas Tranströmer (1931-2015), poeta, tradutor e psicólogo

- Esbjörn Svensson (1964-2008), pianista
- Gabriel Wikström (1985), político
- Jonas Wenström (1855-1893), engenheiro electrotécnico

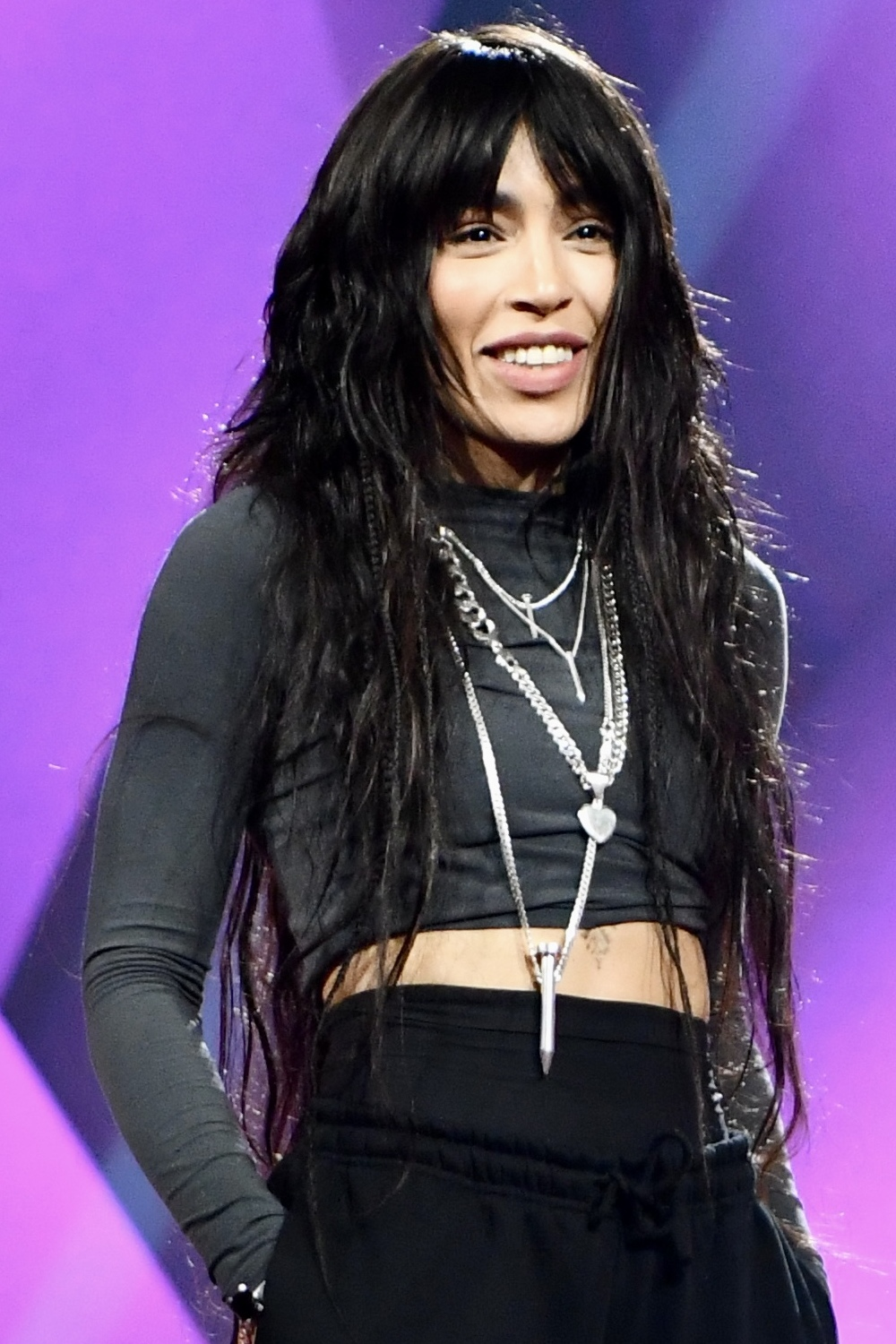
Loreen (1983), cantora
- Lydia Wahlström (1869-1954), escritora
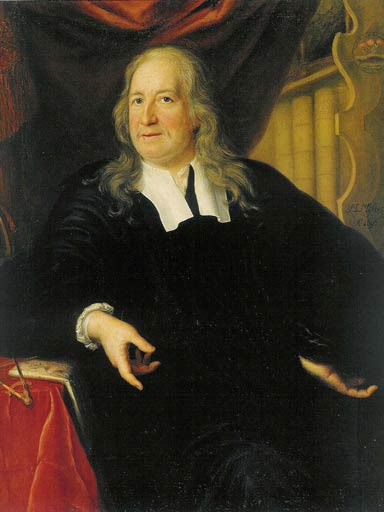
Olof Rudbeck (1630-1702), naturalista, historiador, e escritor
- Tomas Tranströmer (1931-2015), poeta, tradutor e psicólogo
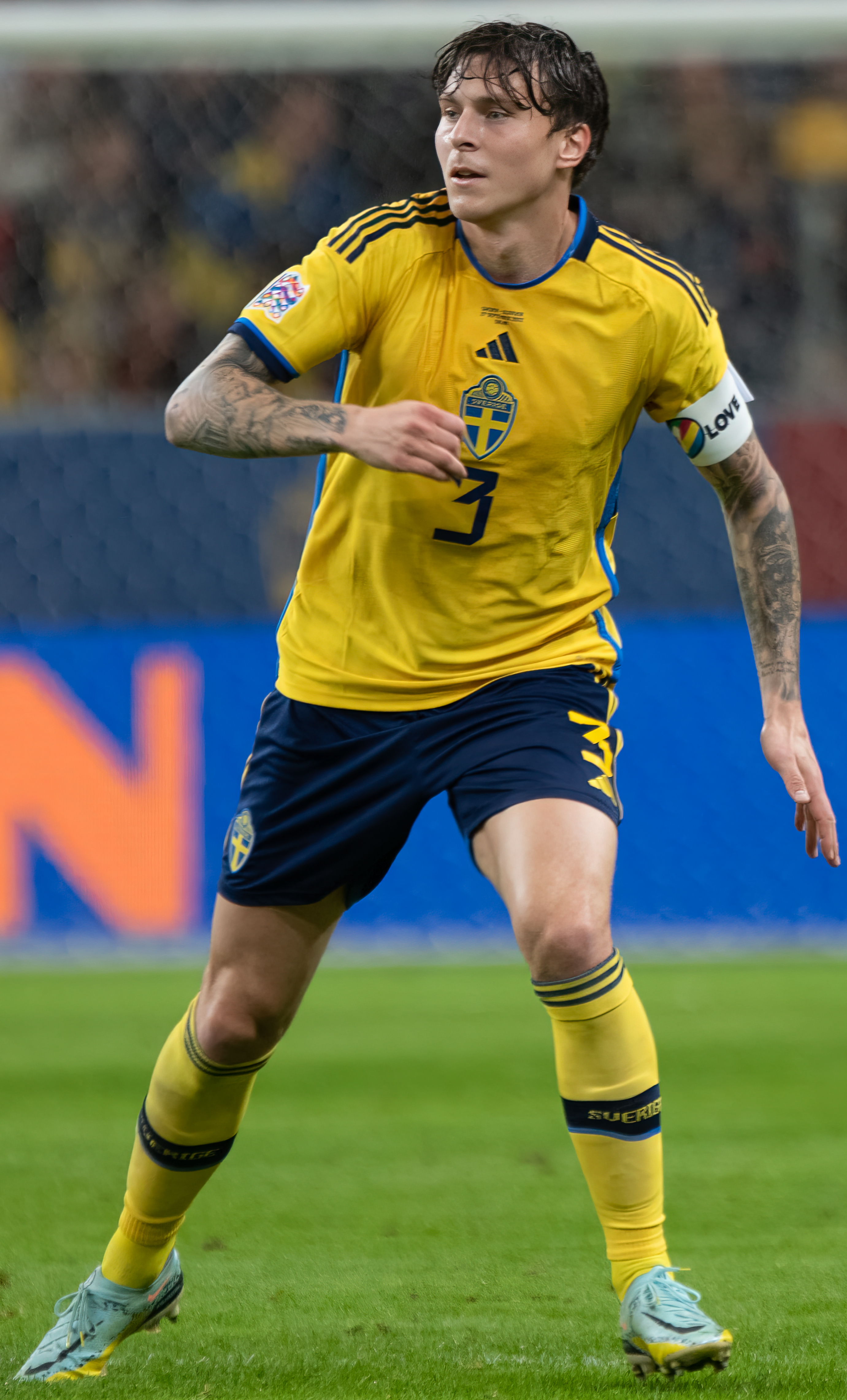
Victor Lindelöf (1994), futebolista
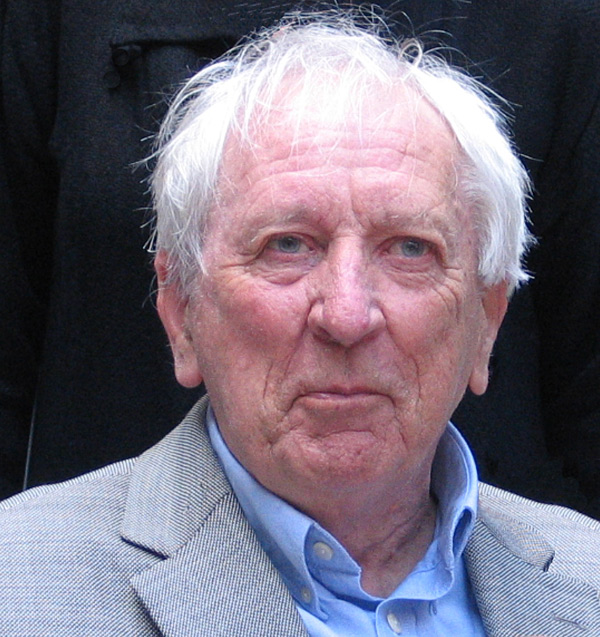
Tomas Tranströmer (1931-2015), poeta, tradutor e psicólogo

## Desporto

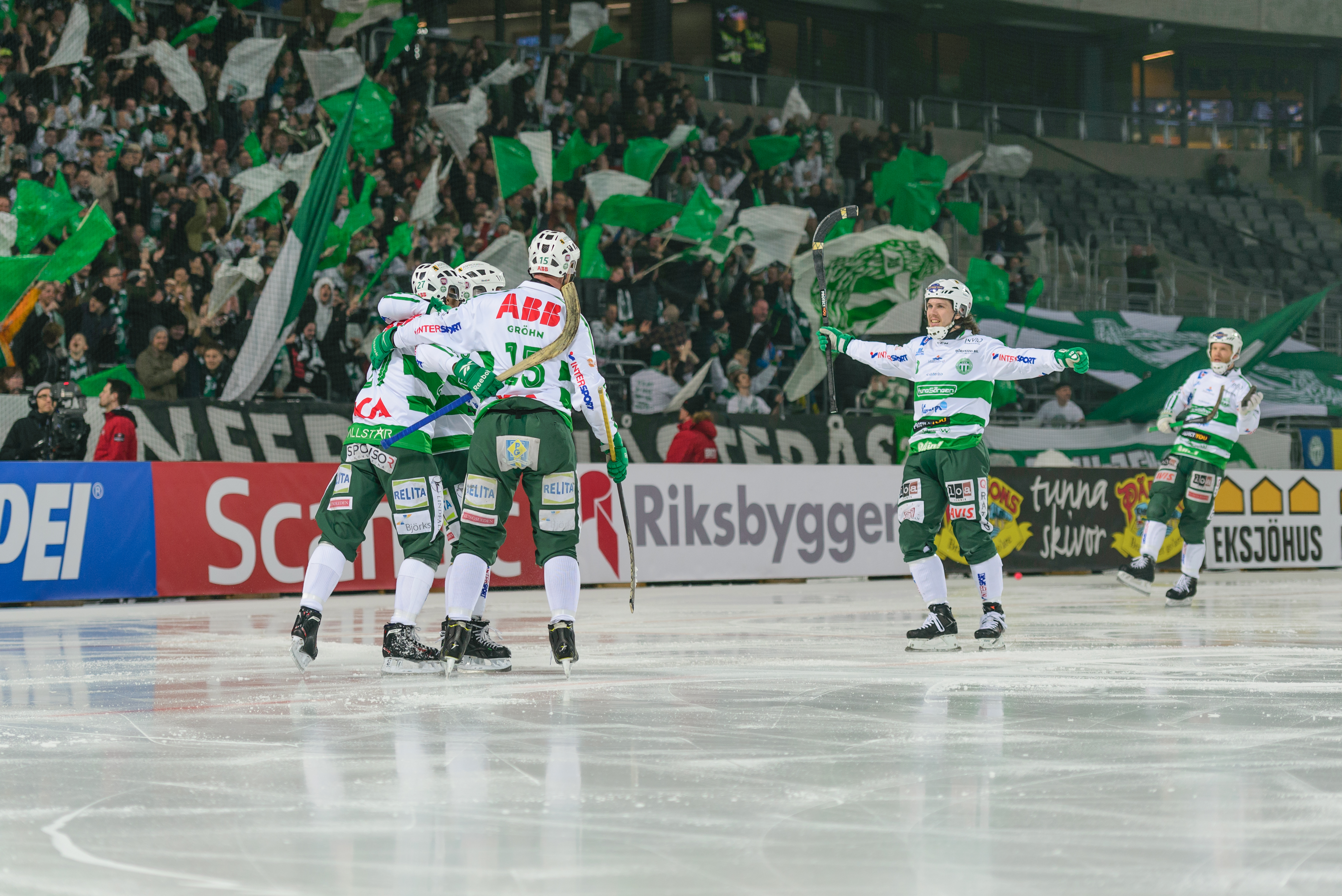
A equipa feminina de bandy do Västerås SK

Entre os desportos em destaque em Västerås, estão o futebol, o bandy e o floorball (2024).

Como clubes mais cotados da cidade, estão o Västerås SK (futebol e bandy) e o Rönnby IBK (floorball).

A Hitachi Energy Arena (futebol) e a ABB Arena (bandy) costumam ser indicadas entre as suas arenas desportivas mais importantes.

| - Clubes: - Västerås Sportklubb Fotboll (futebol) - Västerås SK BK (bandy) - Västerås IK (hóquei no gelo) - Arenas: - Hitachi Energy Arena (futebol) - ABB Arena Syd (bandy) - ABB Arena Nord (hóquei no gelo) |

## Galeria

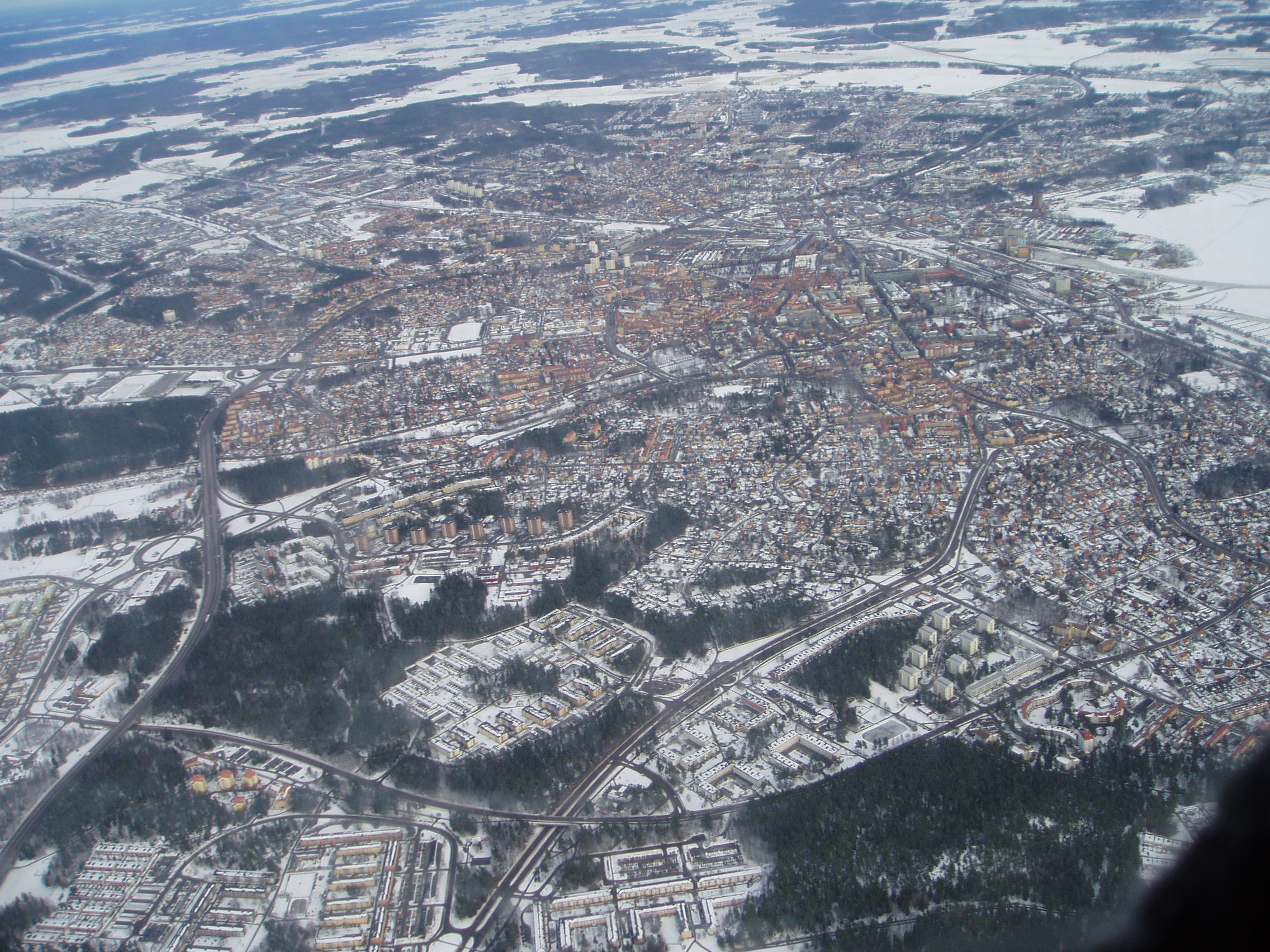
Vista aérea
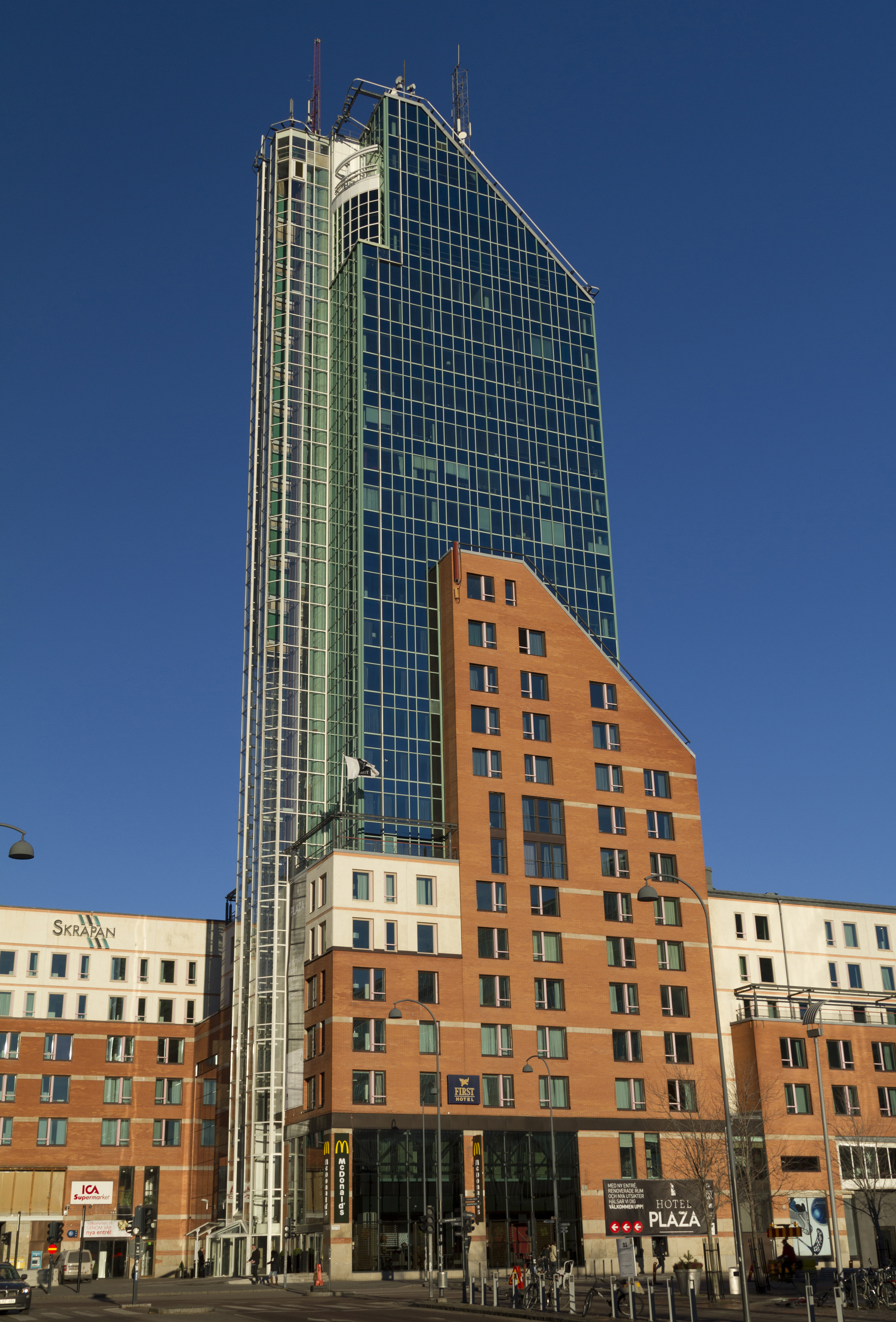
Skrapan, com 81 m de altura e 25 andares
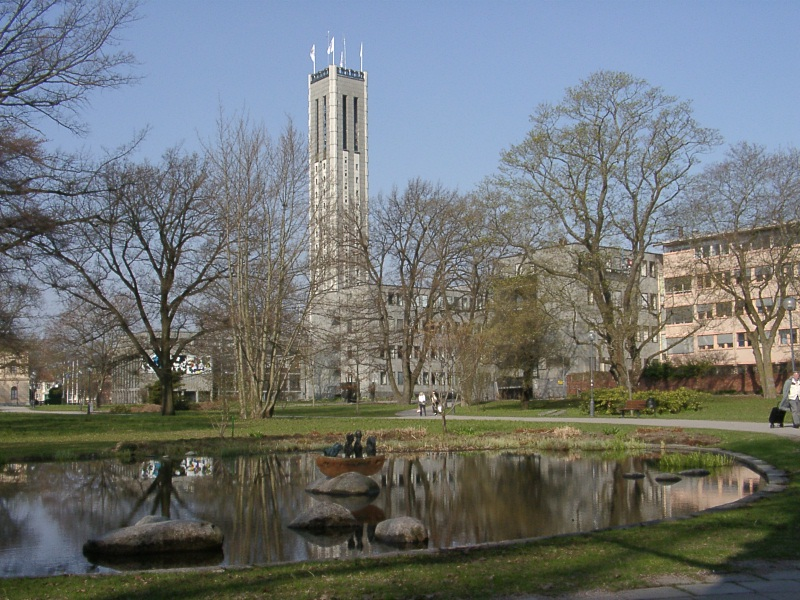
Parque Vasaparken com câmara municipal (br: prefeitura) ao fundo
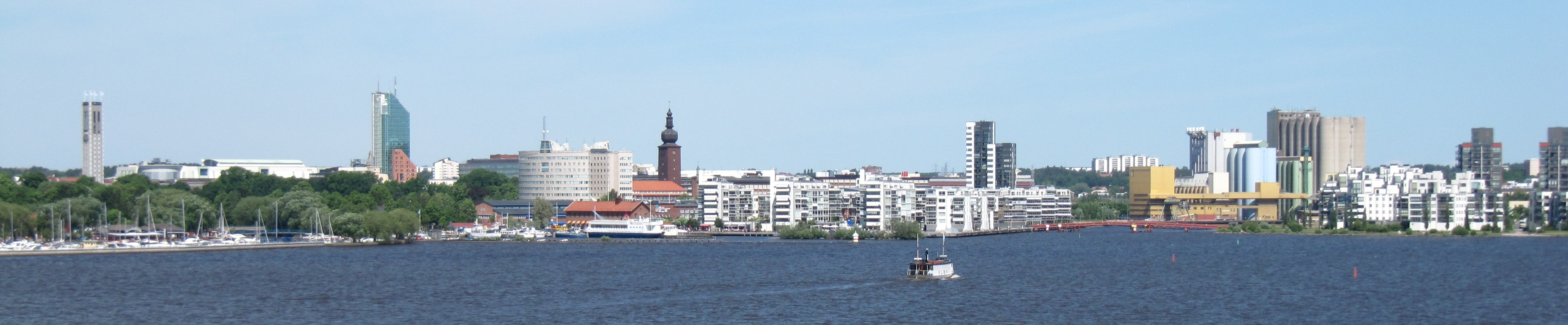
Vista panorâmica